# Superprestige veldrijden 2015-2016
De Superprestige veldrijden 2015-2016 (officieel: Hansgrohe Superprestige 2015-2016) was het 34e seizoen van deze wedstrijdenserie in het veldrijden. De competitie ging van start op 4 oktober 2015 en eindigde op 13 februari 2016. De Superprestige telde acht veldritten, één in Nederland en de andere zeven in België. De Belg Wout van Aert won vier van de acht ritten en het eindklassement.

## Puntenverdeling
Punten werden toegekend aan alle crossers die in aanmerking kwamen voor Superprestige-punten. De top vijftien ontving punten aan de hand van de volgende tabel:
| Positie | 1  | 2  | 3  | 4  | 5  | 6  | 7 | 8 | 9 | 10 | 11 | 12 | 13 | 14 | 15 |
| Punten  | 15 | 14 | 13 | 12 | 11 | 10 | 9 | 8 | 7 | 6  | 5  | 4  | 3  | 2  | 1  |

## Mannen elite

### Kalender en podia
| Datum      | Locatie                                       | Cat. | Eerste               | Tweede            | Derde             | Leider in het klassement |         |
| ---------- | --------------------------------------------- | ---- | -------------------- | ----------------- | ----------------- | ------------------------ | ------- |
| 04/10/2015 | Cyclocross Gieten, Gieten                     | C1   | Wout van Aert        | Lars van der Haar | Tim Merlier       | Wout van Aert            | details |
| 25/10/2015 | Cyclocross Zonhoven, Zonhoven                 | C1   | Wout van Aert        | Rob Peeters       | Kevin Pauwels     | Wout van Aert            | details |
| 08/11/2015 | Cyclocross Ruddervoorde, Ruddervoorde         | C1   | Kevin Pauwels        | Wout van Aert     | Sven Nys          | Wout van Aert            | details |
| 15/11/2015 | Cyclocross Asper-Gavere, Gavere               | C1   | Wout van Aert        | Sven Nys          | Kevin Pauwels     | Wout van Aert            | details |
| 13/12/2015 | GP Région Wallonne, Circuit Spa-Francorchamps | C2   | Wout van Aert        | Sven Nys          | Kevin Pauwels     | Wout van Aert            | details |
| 27/12/2015 | Cyclocross Diegem, Diegem                     | C1   | Mathieu van der Poel | Kevin Pauwels     | Lars van der Haar | Wout van Aert            | details |
| 07/02/2016 | Vlaamse Aardbeiencross, Hoogstraten           | C1   | Mathieu van der Poel | Wout van Aert     | Tom Meeusen       | Wout van Aert            | details |
| 13/02/2016 | Noordzeecross, Middelkerke                    | C1   | Mathieu van der Poel | Tom Meeusen       | Wout van Aert     | Wout van Aert            | details |

### Eindstand
Na 8 wedstrijden (Cyclocross Gieten, Cyclocross Zonhoven, Cyclocross Ruddervoorde, GP Région Wallonne, Cyclocross Diegem, Vlaamse Aardbeiencross en Noordzeecross) was dit de eindstand in het klassement:
| Pos. | Renner               | Team                          | GIE | ZON | RUD | GAV | SPA | DIE | HOO | MID | Punten |
| ---- | -------------------- | ----------------------------- | --- | --- | --- | --- | --- | --- | --- | --- | ------ |
| 1    | Wout van Aert        | Vastgoedservice-Golden Palace | 1   | 1   | 2   | 1   | 1   | 10  | 2   | 3   | 107    |
| 2    | Sven Nys             | Crelan-AA Drink               | 4   | 4   | 3   | 2   | 2   | 6   | 4   | 4   | 99     |
| 3    | Lars van der Haar    | Giant-Alpecin                 | 2   | 5   | 6   | 4   | 8   | 3   | 7   | 6   | 87     |
| 4    | Kevin Pauwels        | Sunweb-Napoleon Games         | 7   | 3   | 1   | 3   | 3   | 2   | 11  | 14  | 84     |
| 5    | Klaas Vantornout     | Sunweb-Napoleon Games         | 5   | DNF | 4   | 6   | 4   | 7   | 9   | 7   | 70     |
| 6    | Tom Meeusen          | Telenet-Fidea                 | 16  | 10  | 5   | 23  | 9   | 4   | 3   | 2   | 63     |
| 7    | Laurens Sweeck       | ERA Real Estate-Murprotec     | 11  | 6   | 9   | 5   | 11  | 5   | 5   | DNF | 60     |
| 8    | Mathieu van der Poel | BKCP-Corendon                 | DNS | DNS | DNS | DNS | 12  | 1   | 1   | 1   | 49     |
| 9    | Corné van Kessel     | Telenet-Fidea                 | 15  | DNF | 7   | 11  | 5   | 8   | 19  | 8   | 42     |
| 10   | Tim Merlier          | Sunweb-Napoleon Games         | 3   | 19  | 10  | 8   | 10  | 12  | 13  | DNF | 40     |

## Vrouwen elite

### Kalender en podia
| Datum      | Locatie                                       | Cat. | Eerste        | Tweede             | Derde              | Leidster in het klassement |         |
| ---------- | --------------------------------------------- | ---- | ------------- | ------------------ | ------------------ | -------------------------- | ------- |
| 04/10/2015 | Cyclocross Gieten, Gieten                     | C1   | Sanne Cant    | Nikki Harris       | Jolien Verschueren | Sanne Cant                 | details |
| 25/10/2015 | Cyclocross Zonhoven, Zonhoven                 | C1   | Sanne Cant    | Nikki Harris       | Jolien Verschueren | Sanne Cant                 | details |
| 08/11/2015 | Cyclocross Ruddervoorde, Ruddervoorde         | C1   | Sanne Cant    | Ellen Van Loy      | Jolien Verschueren | Sanne Cant                 | details |
| 15/11/2015 | Cyclocross Asper-Gavere, Gavere               | C1   | Sanne Cant    | Jolien Verschueren | Nikki Harris       | Sanne Cant                 | details |
| 13/12/2015 | GP Région Wallonne, Circuit Spa-Francorchamps | C2   | Helen Wyman   | Nikki Harris       | Sanne van Paassen  | Jolien Verschueren         | details |
| 27/12/2015 | Cyclocross Diegem, Diegem                     | C1   | Ellen Van Loy | Sanne Cant         | Eva Lechner        | Sanne Cant                 | details |
| 07/02/2016 | Vlaamse Aardbeiencross, Hoogstraten           | C1   | Sanne Cant    | Sophie De Boer     | Nikki Harris       | Sanne Cant                 | details |
| 13/02/2016 | Noordzeecross, Middelkerke                    | C1   | Sanne Cant    | Sophie De Boer     | Nikki Harris       | Sanne Cant                 | details |

### Eindstand
| Pos. | Renster             | Team                         | GIE | ZON | RUD | GAV | SPA | DIE | HOO | MID | Punten |
| ---- | ------------------- | ---------------------------- | --- | --- | --- | --- | --- | --- | --- | --- | ------ |
| 1    | Sanne Cant          | Team Ciclismo Mundial        | 1   | 1   | 1   | 1   | –   | 2   | 1   | 1   | 90     |
| 2    | Nikki Harris        | Young Telenet-Fidea          | 2   | 2   | –   | 3   | 2   | 8   | 3   | 3   | 81     |
| 3    | Jolien Verschueren  | Young Telenet-Fidea          | 3   | 3   | 3   | 2   | 5   | 7   | 4   | 4   | 77     |
| 4    | Ellen Van Loy       | Young Telenet-Fidea          | 4   | –   | 2   | 4   | 7   | 1   | 11  | 6   | 72     |
| 5    | Helen Wyman         | Matrix Fitness Vulpine       | 8   | 5   | 4   | 6   | 1   | 4   | 7   | –   | 69     |
| 6    | Sanne van Paassen   | Boels Dolmans Cycling Team   | 7   | 4   | –   | 7   | 3   | –   | 5   | 10  | 60     |
| 7    | Maud Kaptheijns     | AA Drink-Bris                | 5   | 6   | 5   | 8   | 9   | –   | 10  | 7   | 56     |
| 8    | Loes Sels           | Young Telenet-Fidea          | 6   | –   | 9   | 11  | 8   | 9   | 8   | 5   | 51     |
| 9    | Karen Verhestraeten | Kleur OP Maat - Nodrugs      | 11  | 8   | 7   | 15  | 10  | –   | 13  | 12  | 34     |
| 10   | Sophie de Boer      | Kalas-H.Essers-NNOF          | –   | –   | –   | 10  | –   | –   | 2   | 2   | 34     |
| 11   | Christine Majerus   | Boels Dolmans Cycling Team   |     |     |     |     |     |     |     |     | 29     |
| 12   | Joyce Vanderbeken   | Wielerteam Decock-Van Eyck   |     |     |     |     |     |     |     |     | 28     |
| 13   | Elle Anderson       | Sram Sherwood Pines RT       |     |     |     |     |     |     |     |     | 23     |
| 14   | Bianca van den Hoek | Parkhotel Valkenburg         |     |     |     |     |     |     |     |     | 19     |
| 15   | Laura Verdonschot   | Kdl Cycling                  |     |     |     |     |     |     |     |     | 16     |
| 16   | Manon Bakker        | Wv Giant dt Benelux          |     |     |     |     |     |     |     |     | 14     |
| 17   | Alice Maria Arzuffi | Inpa Sottoli Giusfredi       |     |     |     |     |     |     |     |     | 14     |
| 18   | Eva Lechner         | Team Colnago Sudtirol        |     |     |     |     |     |     |     |     | 13     |
| 19   | Lindy van Anrooij   | Cycling.be - Alphamotorhomes |     |     |     |     |     |     |     |     | 11     |
| 20   | Sabrina Stultiens   | Team Liv-Plantur             |     |     |     |     |     |     |     |     | 11     |

- De beste zes uitslagen (in punten) telden mee voor het eindklassement (de twee slechtste werden weggestreept).

## Tv-rechten
Het was de eerste keer dat de Superprestige werd uitgezonden op Play Sports van tv-aanbieder Telenet, dat de rechten overnam van de commerciële zender VIER. De wedstrijden werden gratis uitgezonden voor alle Telenet-klanten en drie wedstrijden (Ruddervoorde, Gavere en Hoogstraten) werden uitgezonden op Sporza. Van de andere vijf wedstrijden was er een samenvatting te zien op Sporza. Tv-aanbieder Telenet had 50% van de aandelen verworven in de De Vijver Media, eigenaar van o.a. de zender VIER. Hierdoor kon Telenet de Superprestige rechten gemakkelijk overnemen. Concreet hadden de vzw Verenigde Veldritorganisatoren en Telenet een overeenkomst gesloten waarmee Telenet voor vijf jaar de exclusieve uitzendrechten kreeg voor de Superprestigeveldritten. De klanten van tv-aanbieder Proximus konden hierdoor in het seizoen 2015-2016 niet naar Superprestige wedstrijden kijken, met uitzondering van de wedstrijden die op Sporza werden uitgezonden. Het Mededingingscollege van de Belgische Mededingingsautoriteit oordeelde in november 2015 dat de exclusieve uitzendrechten van de Superprestige veldrijden niet op een correcte manier waren toegekend. Door die beslissing konden ook andere partijen met de Verenigde Veldritorganisatoren onderhandelen om de veldritten uit te zenden. Het Hof van Beroep heeft die maatregel in september 2016 bevestigd. Die uitspraak leidde ertoe dat er een einde kwam aan de exclusiviteit van de Superprestige voor Telenet.
 Cyclocross Gieten · 
 Cyclocross Zonhoven · 
 Cyclocross Ruddervoorde · 
 Cyclocross Asper-Gavere · 
 GP Région Wallonne · 
 Cyclocross Diegem · 
 Vlaamse Aardbeiencross · 
 Noordzeecross
Kampioenschappen:  Wereldkampioenschappen · 
 Europese kampioenschappen · 
 Belgische kampioenschappen · 
 Nederlandse kampioenschappen
Klassementen:  Wereldbeker · 
 Superprestige · 
 Bpost bank trofee · 
 EKZ CrossTour · 
 TOI TOI Cup · 
 Coupe de France
 National Trophy Series · 
 Giro d'Italia Ciclocross
Overig:  Soudal Classics
1982-1983 · 1983-1984 · 1984-1985 · 1985-1986 · 1986-1987 · 1987-1988 · 1988-1989 · 1989-1990 · 1990-1991 · 1991-1992 · 1992-1993 · 1993-1994 · 1994-1995 · 1995-1996 · 1996-1997 · 1997-1998 · 1998-1999 · 1999-2000 · 2000-2001 · 2001-2002 · 2002-2003 · 2003-2004 · 2004-2005 · 2005-2006 · 2006-2007 · 2007-2008 · 2008-2009 · 2009-2010 · 2010-2011 · 2011-2012 · 2012-2013 · 2013-2014 · 2014-2015 · 2015-2016 · 2016-2017 · 2017-2018 · 2018-2019 · 2019-2020 · 2020-2021 · 2021-2022 · 2022-2023 · 2023-2024 · 2024-2025